# Bueng Kum
Bueng Kum (thailändisch บึงกุ่ม, bɯ̄ŋ kùm) ist einer der 50 Bezirke (Khet) in Bangkok, der Hauptstadt von Thailand. Bueng Kum ist ein Bezirk innerhalb der östlichen Vorstadt an der Thanon Sukhapiban 1.

## Geographie
Die benachbarten Bezirke sind im Uhrzeigersinn von Norden aus: Bang Khen, Khan Na Yao, Saphan Sung, Bang Kapi und Lat Phrao.

## Etymologie
Bueng Kum ist nach einem See benannt (Bueng bedeutet „See“), der als Rückhaltebecken bei Überschwemmungen genutzt wird. Im und am See gibt es viele Pflanzen, die Kum genannt werden (Crataeva hygrophila). Der See ist heute Teil des öffentlichen Seri-Thai-Parks.

## Geschichte
Bueng Kum wurde am 4. September 1989 vom Bezirk Bang Kapi abgetrennt und bestand damals aus den Unterbezirken Khlong Kum, Khan Na Yao und Saphan Sung. Am 14. Oktober 1997 wurden Khan Na Yao und Saphan Sung zu eigenen Bezirken ernannt, so dass seinerzeit nur Khlong Kum als ein einziger Unterbezirk überblieb.
Am 21. September 2009 wurde die Einrichtung zweier neuer Unterbezirke in der Royal Gazette bekanntgemacht: Nuamin und Nuan Chan.

## Sehenswürdigkeiten
- Seri-Thai-Park[2]

## Verwaltung
Der Bezirk hat drei Unterbezirke (Khwaeng):
| Nr. | Name Khwaeng | Thai    | Einw.  |
| --- | ------------ | ------- | ------ |
| 1.  | Khlong Kum   | คลองกุ่ม  | 70.085 |
| 2.  | Nawamin      | นวมินทร์  | 28.683 |
| 3.  | Nuan Chan    | นวลจันทร์ | 47.054 |

## Gemeinderat
Der Gemeinderat des Distrikts Bueng Kum hat sieben Mitglieder, jedes Mitglied wird für vier Jahre gewählt. Die letzte Wahl war am 30. April 2006. Die Ergebnisse:
- Thai Rak Thai Party – sieben Sitze